# Emilio Villaescusa Quilis
Emilio Villaescusa Quilis (Tarancón, Conca, 18 de febrer de 1912 - Madrid, 15 d'octubre de 2002) va ser un militar espanyol que va ocupar llocs importants durant la dictadura franquista. És conegut pel seu segrest a mans del GRAPO, durant la Transició.

## Biografia
El 1929 va entrar a l'Acadèmia General Militar de Saragossa i el 1931 en l'Acadèmia d'Artilleria de Segòvia, d'on va sortir amb el grau de tinent el 1933. Durant la Guerra Civil espanyola es va unir al Bàndol revoltat i el 1937 ascendí a capità. El 1941, ja començada la Segona Guerra Mundial, es va unir a la Divisió Blava i va participar en la invasió nazi de la Unió soviètica. Durant el franquisme va ser ocupant diferents llocs en l'Exèrcit, ascendint a comandant el 1943, tinent coronel el 1951, coronel el 1961, general de brigada el 1965, general de divisió el 1968 i tinent general el 1971. El 1971 fou nomenat capità general de la VII Regió Militar, càrrec que va ocupar fins al 23 de febrer de 1973, quan va ser nomenat capità general de la I Regió Militar i el va succeir José Vega Rodríguez. El 9 de novembre de 1973 deixà el càrrec quan fou nomenat Cap d'Estat Major de l'Exèrcit de Terra, ocupant el càrrec fins al 7 de juny de 1976, quan va ser nomenat President del Consell Suprem de Justícia Militar (CSJM).
En ple procés de la Transició, el 24 de gener de 1977 va ser segrestat per militants del GRAPO mentre anava en el seu vehicle oficial. El segrest va tenir un gran impacte polític i social, ja que coincidia amb el recent segrest d'Antonio María de Oriol y Urquijo (també pel GRAPO) o la matança d'Atocha. Tanmateix, l'11 de febrer la policia va alliberar a Oriol i Villaescusa del pis on es trobaven retinguts. L'operació de rescat fou dirigida pel comissari Roberto Conesa. Entre els membres del comando que el va segrestar hi havia Pío Moa, posteriorment "penedit", qui el 1983 fou condemnat a un any de presó per complicitat en el segrest.
Va morir en 2002 a l'edat de 90 anys.